# 鲁特格尔·布雷格曼
鲁特格尔·C·布雷格曼（荷蘭語：Rutger C. Bregman，1988年4月26日—）是一位荷蘭歷史學家和作家。他已經出版了四本關於歷史、哲學和經濟的書，包括《现实主义者的乌托邦》，該書已被翻譯成三十二種語言。他的作品被《華盛頓郵報》、《衛報》和BBC報導。他被《衛報》描述為「荷蘭的新思想奇才」，被TED Talks稱為「歐洲最傑出的年輕思想家之一」。他的TED演講「貧窮不是缺乏性格，而是缺乏現金」被策展人克里斯·安德森選為2017年十大演講之一。

## 著作
- 2014年：《现实主义者的乌托邦：如何建构一个理想世界》（也译作《改變每個人的3個狂熱夢想》，英文版初版名称Utopia for Realists: The Case for a Universal Basic Income, Open Borders, and a 15-hour Workweek，再版名称Utopia for Realists: And How We Can Get There）
- 2020年：《人慈：橫跨二十萬年的人性旅程，用更好的視角看待自己》（Humankind: A Hopeful History）